# Wieland Wagner
Wieland Wagner (Bayreuth, 5 de enero de 1917-Múnich, 17 de octubre de 1966) fue el primogénito de los cuatro hijos (Wieland, Wolfgang, Friedelinde y Verena) de Siegfried Wagner y la inglesa Winifred Wagner (nacida Williams), nieto del compositor Richard Wagner y bisnieto del compositor y pianista Franz Liszt.

## El nuevo Bayreuth
Fue uno de los directores de escena operísticos más importantes del siglo XX; sus escenificaciones de las óperas de su abuelo en el teatro del Festival de Bayreuth revolucionaron la percepción de la obra de Wagner para siempre. Enfocado en su raíz griega y en el teatro psicológico, es uno de los creadores del Regietheater.
Su trayectoria evolucionó desde el naturalismo hasta puestas en escena simbolistas, fuertemente influidas por la obra de Adolphe Appia. Sus elementos más característicos eran la fuerte expresividad interna e inmovilidad de los cantantes, el vacío casi total de la escena y un fuerte uso de la iluminación como creadora de ambientes; se dice que «pintaba con luz».
Se considera que su manifiesto artístico es la puesta en escena de Parsifal en 1951, que sirvió para reabrir el Festival de Bayreuth después de la Segunda Guerra Mundial. Buscando huir de los vínculos que se habían creado entre esta obra y el nazismo, eliminó la escenografía tradicional (el templo, el bosque). Por ejemplo, Klingsor no aparecía en su castillo mágico, sino en medio de una telaraña verdosa creada con la luz.
Además de Parsifal, produjo Los maestros cantores de Núremberg en 1956, donde debido a la abstracción se lo llamó «Los maestros sin Nuremberg».
En el marco del festival creó Tristán e Isolda, El anillo del nibelungo, Lohengrin y Tannhäuser.
Fuera de Bayreuth produjo Fidelio, Salomé y El anillo del nibelungo en Nápoles, Stuttgart y Colonia.
Reclutó un importante grupo de cantantes que dieron origen al llamado «Nuevo Bayreuth», atentos a sus indicaciones, fue fundamental en las carreras de Martha Mödl, Astrid Varnay, Birgit Nilsson, Leonie Rysanek, Anja Silja, Régine Crespin, Hans Hotter, Ramón Vinay, James King, Gustav Neidlinger, Wolfgang Windgassen, Hermann Uhde, Josef Greindl, Thomas Stewart, Theo Adam, Gottlob Frick, Elisabeth Grümmer, Hermann Prey y Grace Bumbry, la primera afrodescendiente en cantar en el escenario del teatro.
Durante su regencia el festival contó con la participación de directores de orquesta de la talla de Herbert von Karajan, Hans Knappertsbusch, Joseph Keilberth, Clemens Krauss, Wolfgang Sawallisch y André Cluytens.
Desde 1951 hasta su muerte en 1966, Wieland Wagner fue codirector del Festival de Bayreuth junto con su hermano Wolfgang Wagner.

## Vida privada
En 1941 se casó con la coreógrafa Gertrud Reisinger, con la que tuvo cuatro hijos: Iris Wagner (1942-2014), Wolf-Siegfried (*1943), Nike (*1945) y Daphne (*1946).
En la década del sesenta mantuvo un sonado romance con la soprano Anja Silja, una de las jóvenes estrellas del festival, para la que produjo Salomé y otras óperas fuera de Bayreuth.
Murió a los 49 años en 1966 por cáncer de pulmón.

## Curiosidades
Sobreviven muy pocos testimonios filmados de su obra, entre ellos las históricas representaciones de Tristán y La valquiria en Osaka, Japón, un año después de su muerte, con la participación de algunos de sus cantantes más dilectos.
Durante la II Guerra Mundial se dedicó a pintar retratos de su abuelo para obtener ingresos.

## Videografía
- Wagner: Tristan und Isolde (Nilsson, Windgassen, Hotter; Boulez, Osaka 1967).
- Wagner: Die Walküre (Silja, Dernesch, Thomas, Adam; Schippers, Osaka 1967).
- Jahrhundert Bayreuth. Documental sobre los Festivales de Bayreuth de 1965 y 1975.